# 토니 올랜도
마이클 앤서니 올랜도 카사비티스(영어: Michael Anthony Orlando Cassavitis, 1944년 4월 3일 ~ )는 미국의 싱어송라이터, 음악 프로듀서, 배우이다. 그리고 그의 경력은 70년이 넘는 음악계의 중역이다. 그는 토니 올랜도 앤 돈의 일부로써의 작업으로 가장 잘 알려져 있다.
1993년, 그는 미주리주 브랜슨에 토니 올랜도 옐로 리본 뮤직 극장을 개관했다. 그는 2013년 그곳에서 활동을 접었고, 그 이후 주로 네바다주 라스베이거스에서 헤드라이너로 많은 라이브 쇼를 계속하고 있다.